# Javier Hagen
Javier Hagen (* 13. Januar 1971 in Barcelona) ist ein auf Neue Musik spezialisierter schweizerisch-spanischer Opernsänger, Stimmperformer und Komponist.

## Leben
Javier Hagen wuchs in Deutschland, Spanien und in der Schweiz (Leuk) auf und studierte klassischen Gesang (Tenor und Countertenor) bei Roland Hermann, Alain Billard und Nicolai Gedda sowie Komposition bei Heiner Goebbels und Wolfgang Rihm in Zürich, Karlsruhe und Ferrara. Gemeinsam mit Ulrike Mayer-Spohn bildet er das Duo UMS ’n JIP, mit welchem er unter anderem an der Biennale di Venezia, am Teatro Colón Buenos Aires, am Gran Teatre del Liceu Barcelona, an der Shanghai New Music Week oder am Palacio de Bellas Artes in Mexiko-Stadt auftrat.
Er arbeitete mit Komponisten wie Beat Furrer, Aribert Reimann, Mauricio Kagel, Peter Eötvös und Guo Wenjing und brachte mehr als 300 Werke zur Uraufführung; sein Œuvre, vorab Vokalwerke, beläuft sich auf über 100 Kompositionen.
Als Improvisationsmusiker trat er unter anderem zusammen mit Manuel Mengis, Hans-Peter Pfammatter, Marcel Papaux, Julian Sartorius, Yannick Barman, Wolfgang Mitterer, Hans Koch, Christoph Markus Schiller, Patricia Bosshard, Isabelle Dutoit, Andres Bosshard, Dorothea Schürch, Harald Kimmig, Isabeella Beumer, Daniel Studer, Mischa Käser, Daniel Mouthon, Philipp Schaufelberger und Nik Bärtsch auf.
Als Gastdozent wirkt er an Musikuniversitäten wie Kunitachi College of Music Tokyo, Columbia University, New York University, Arizona State University, University of North Texas, ITÜ MIAM Istanbul, am Moskauer Konservatorium, an der Aristoteles-Universität Thessaloniki, Hong Kong Academy for Performing Arts, Goldsmiths, University of London, Hanyang-Universität, CREAMA Seoul.
2009–2018 arbeitete er für den Walliser UNESCO-Ausschuss zur Aufarbeitung des Immateriellen Kulturerbes und publizierte 2012 in diesem Rahmen zur Quellenlage um das Volkslied im deutschsprachigen Oberwallis.
Javier Hagen ist ausserdem der Intendant des Festivals für Neue Musik Forum Wallis und 2014–25 Präsident der Schweizerischen Gesellschaft für Neue Musik SGNM und der ISCM Switzerland, der Schweizer Sektion der Internationalen Gesellschaft für Neue Musik (ISCM). 2013 erhielt er den Kulturpreis des Kantons Wallis. 2021 wurde er von der japanischen Inamori Foundation, welche den Kyoto-Musikpreis vergibt, in deren Nominationskomitee aufgenommen.

## Kompositionen (Auswahl)
- entwendete fenster (2024/25), Liederzyklus nach Gedichten von Rolf Hermann
- neophyten (2023/24), Liederzyklus nach Gedichten von Rolf Hermann
- im störgarten (2022/23), Liederzyklus nach Gedichten von Rolf Hermann
- eeiiuü-bccghhkknrrtz (ich bin zurückgekehrt) (2020), Uraufführung mit dem Klangforum Wien und  UMS ’n JIP, 12. August 2020
- Unspunnenlied (2016), Auftragswerk der Schweizerischen Trachtenvereinigung
- Ad mortem festinamus (2014), Auftragswerk der Männerstimmen Basel
- sonette (2012), Auftragswerk der Basler Madrigalisten
- baxacpekte (2012), Auftragswerk der Basler Vokalsolisten
- cdnnns-aioo (2011), Uraufführung unter der Leitung von Titus Engel, 21. Oktober 2011
- pater noster à 12 (2007), Auftragswerk der Basler Vokalsolisten
- S'sch mr alles 1 Ding (ver-rückte Volkslieder) (2002)

Quelle: